# Bayside Trail
Pour les articles homonymes, voir Bayside.
Le Bayside Trail est un sentier de randonnée américain dans le comté de San Diego, en Californie. Protégé au sein du Cabrillo National Monument, il est lui-même classé National Recreation Trail depuis 1984.